# Bandera de Soto del Barco
La bandera de Soto del Barco (Asturias) es rectangular, de un largo equivalente a 3/2 el ancho. El paño es de color morado, y lleva el escudo del concejo en el centro.
- Datos: Q5689276